# Diocèse de Santa Rosa de Osos
Le diocèse de Santa Rosa de Osos (en latin : Dioecesis Sanctae Rosae de Osos ; en espagnol : Diócesis de Santa Rosa de Osos) est un diocèse de l'Église catholique en Colombie, suffragant de l'archidiocèse de Santa Fe de Antioquia.

## Territoire

Il comprend 29 municipalités du département d'Antioquia : Amalfi, Angostura, Anorí, Belmira, Briceño, Cáceres, Campamento, Carolina del Príncipe, Caucasia, Don Matías, El Bagre, Entrerríos, Gómez Plata, Guadalupe, Ituango, Nechí, Remedios, San Andrés de Cuerquia, San José de la Montaña, San Pedro de los Milagros, Santa Rosa de Osos, Segovia, Tarazá, Toledo, Valdivia, Vegachí, Yalí, Yarumal et Zaragoza.
Il possède un territoire d'une superficie de 22 925 km2 divisé en 79 paroisses. Le siège épiscopal est dans la ville de Santa Rosa de Osos où se trouve la cathédrale Notre-Dame-du-Rosaire de Chiquinquirá (es) ainsi que la basilique Notre-Dame-des-Miséricordes (es), qui est la patronne du diocèse.
La basilique du Seigneur des Miracles (es) à San Pedro de los Milagros conserve le Seigneur des Miracles (es), un crucifix considéré comme miraculeux par les fidèles. La basilique Notre-Dame-de-la-Merci de Yarumal est un lieu de pèlerinage auprès d'un tableau de Notre-Dame de la Merci. L'église Notre-Dame du Rosaire de Belmira garde le corps du bienheureux Mariano de Jesús Euse Hoyos.

## Historique
Le diocèse est érigé le 5 février 1917 par la constitution apostolique Quod Catholicae du pape Benoît XV en prenant une partie du territoire du diocèse d'Antioquia (aujourd'hui archidiocèse de Santa Fe de Antioquia).
Le 2e évêque, Miguel Ángel Builes (1888-1971) fonde en 1927 un séminaire à Yarumal pour former des prêtres destinés à l'évangélisation du diocèse. Le séminaire devient ensuite un institut missionnaire sous le nom d'institut des missions étrangères de Yarumal,. 
Deux ans plus tard, il fonde les sœurs missionnaires de sainte Thérèse de l'Enfant Jésus pour l'enseignement de la jeunesse,. Il crée en 1939 un institut de religieuses contemplatives dédiées à l'adoration eucharistique et encore placé sous le patronage de sainte Thérèse de Lisieux. En 1954, il donne naissance aux filles de  Notre-Dame des Miséricordes (it) pour l'enseignement du catéchisme.
Nommé suffragant de l'archidiocèse de Medellín lors de sa création, le diocèse de Santa Rosa de Osos intègre la province ecclésiastique de l'archidiocèse de Santa Fe de Antioquia le 18 juin 1988 par la constitution apostolique Spiritali sane du pape Jean-Paul II.
Par le décret Per Constitutionem Apostolicam du 4 mars 1989 de la congrégation pour l'évangélisation des peuples, le diocèse de Santa Rosa de Osos est chargé de la pastorale de la préfecture apostolique de Leticia (aujourd'hui vicariat apostolique de Leticia).
Le 22 novembre 2003, il cède à l'archidiocèse de Santa Fe de Antioquia les municipalités d'Ebéjico, Liborina, Olaya, Peque, Sabanalarga, San Jerónimo, Sopetrán et le district de Palmitas de la municipalité de Medellín.

## Évêques
- Maximiliano Crespo Rivera (7 février 1917 - 15 novembre 1923), nommé archevêque de Popayán
- Miguel Ángel Builes (27 mai 1924 - 29 septembre 1971)
- Joaquín García Ordóñez (29 septembre 1971 - 10 juin 1995)
- Jairo Jaramillo Monsalve (10 juin 1995 - 13 novembre 2010), nommé archevêque de Barranquilla
- Jorge Alberto Ossa Soto (15 juillet 2011 - 15 octobre 2019), nommé archevêque de Nueva Pamplona
- Elkin Fernando Álvarez Botero (22 octobre 2020 - 8 juillet 2023)
- Luis Albeiro Maldonado Monsalve (depuis le 10 avril 2025)